# Sima Chengzhen
Sima Chengzhen (ur. 647, zm. 735) – chiński mistrz taoistyczny, dwunasty patriarcha szkoły Shangqing.
Pochodził z arystokratycznej rodziny mieszkającej w prowincji Henan, w praktykę taoistyczną wprowadził go w klasztorze na górze Song Shan mistrz Pan Shizheng. Niezwykle uzdolniony artystycznie, zajmował się poezją, malarstwem oraz kaligrafią. Utrzymywał bliską przyjaźń z poetami Li Baiem i Wang Weiem. Pozostawił po sobie 15 prac z zakresu kosmologii, medycyny oraz mistycznych ćwiczeń mających zapewnić nieśmiertelność. Przedstawił w nich rozbudowane praktyki religijne oparte na medytacji, alchemii i hermeneutyce.
W przeciwieństwie do większości taoistów nie stronił od życia politycznego; przebywał na dworze cesarzowej Wu Zetian, cesarza Ruizonga i dwukrotnie na dworze Xuanzonga, przyczyniając się do umacniania pozycji taoizmu jako oficjalnej religii państwowej. Jedna z córek Ruizonga została uczennicą Sima, zaś sam władca wybudował dlań klasztor na górze Tiantai.